# Municipio de Kaolinovo
El municipio de Kaolinovo (búlgaro: Община Каолиново) es un municipio búlgaro perteneciente a la provincia de Shumen.
En 2011 tiene 12 093 habitantes, el 74,13% turcos, el 13,85% gitanos y el 5,97% búlgaros. La capital es Kaolinovo y la localidad más poblada es Todor Ikonomovo.
Se ubica en el norte de la provincia, en el límite con la provincia de Silistra. Por su término municipal pasa la carretera 7, que une Shumen con Silistra.

## Localidades
| Localidad       | Cirílico        | Población (diciembre de 2009) |
| --------------- | --------------- | ----------------------------- |
| Kaolinovo       | Каолиново       | 1538                          |
| Branichevo      | Браничево       | 1220                          |
| Doyrantsi       | Дойранци        | 535                           |
| Dolina          | Долина          | 503                           |
| Gusla           | Гусла           | 664                           |
| Kliment         | Климент         | 1019                          |
| Lisi Vrah       | Лиси връх       | 69                            |
| Lyatno          | Лятно           | 584                           |
| Naum            | Наум            | 433                           |
| Omarchevo       | Омарчево        | 38                            |
| Pristoe         | Пристое         | 983                           |
| Sini Vir        | Сини вир        | 604                           |
| Sredkovets      | Средковец       | 642                           |
| Todor Ikonomovo | Тодор Икономово | 2027                          |
| Takach          | Тъкач           | 718                           |
| Zagoriche       | Загориче        | 674                           |
| Total           |                 | 12 251                        |